# Rédouane Bougara
Pour les articles homonymes, voir Bougara.
Rédouane Bougara, né le 26 avril 1972 à Saint-Germain-en-Laye (Yvelines) et mort le 5 janvier 1998 à Los Angeles, est un champion de kick boxing et de boxe thaï français d’origine marocaine. Son nom a été donné à l'ancienne Avenue de Normandie de Pontoise.

## Biographie
Il grandit dans le quartier des Louvrais à Pontoise, Val-d'Oise. Après avoir pratiqué le football pendant son enfance et adolescence il se tourne vers les arts martiaux, il commence le kick-boxing en 1990 au Cobra Kick-Boxing Club de Cergy-Pontoise.
Il cumule plusieurs titres de champions de France, d'abord en amateur, champion de France de kick boxing des moins de 70 kg en 1993 puis en semi-professionnel, champion de France en 1994, puis enfin en professionnel en 1995. La même année il termine 4e du championnat du monde amateur WAKO à Kiev. En 1996 son palmarès compte le championnat de France de boxe thaï puis celui d'Europe et une place en finale du championnat du monde dans la même spécialité à Tokyo.
En 1997, après une victoire au championnat d'Europe de boxe thaï et une seconde place au championnat nord-américain de kick-boxing à Los Angeles il est consacré champion du Monde de kick-boxing à Los Angeles. Ce titre se dispute en 3 manches de 12 reprises chacune, la seconde manche se tiendra en octobre 1997 et la dernière le 3 janvier 1998. Lors de cette rencontre Rédouane fait face à un Kirghize, Malik Berbachev. À la 11e reprise, l'arbitre arrête le combat. Lors du retour aux vestiaires, Rédouane est pris de malaise et tombe dans le coma, il meurt le 5 janvier d'une hémorragie cérébrale.